# Liste der Kulturdenkmäler im Hamburger Bezirk Wandsbek
Dies ist eine veraltete Liste. Maßgeblich sind die Listen der Kulturdenkmäler in Hamburg nach dem Hamburger Denkmalschutzgesetz vom 5. April 2013, die wegen ihrer Größe nach Stadtteilen aufgeteilt sind.
Die folgende Liste enthält die in der Denkmalliste ausgewiesenen Denkmäler auf dem Gebiet der Freien und Hansestadt Hamburg, Bezirk Wandsbek.
Hinweis: Die Reihenfolge der Denkmäler in dieser Liste orientiert sich an den Stadtteilen und ist alternativ nach Denkmallistennummer, Straße oder Beschreibung sortierbar.
Basis ist die Denkmalliste (Stand: 21. November 2012) des Denkmalschutzamtes Hamburg. Diese enthält alle Objekte, die rechtskräftig nach dem Hamburger Denkmalschutzgesetz unter Denkmalschutz stehen (§ 5 DSchG HA) oder zumindest zeitweise standen. Darüber hinaus führt das Denkmalschutzamt eine noch umfangreichere Liste der erkannten Denkmäler (§ 7 a DSchG HA) mit den als schutzwürdig erkannten Objekten, für die das Gesetz bereits Auflagen bei Veränderungen bis zu einer möglichen Unterschutzstellung vorsieht.

| lfd. Nr.     | Adresse | Kurzbeschreibung | Eintragung         | Löschung           | Stadtteil            | Bild |
| ------------ | --- | --- | ------------------ | ------------------ | -------------------- | --- |
| 192          | Wohldorfer Damm 8 53° 40′ 19,9″ N, 10° 7′ 34,8″ O | die evangelisch-lutherische Kirche in Hamburg-Bergstedt. Gründungsbau in der ersten Hälfte des 13. Jahrhunderts. 1256 Einweihung. 1293 Steinkirche in Feldstein mit freistehendem hölzernen Glockenturm. 1745/50 Verlängerung nach Westen und Turmneubau durch Jasper Carstens. 1900 Renovierung unter Faulwasser Die evangelisch-lutherische Kirche ist seit dem 15. Mai 1991 zudem als Bestandteil der Gesamtanlage „Ortskern Bergstedt“ unter der Denkmallisten-Nummer 967 geschützt. | 17. Juni 1940      |                    | Bergstedt            | |
| 500          | Bergstedter Chaussee, 30 Meter vor der gegenüberliegenden Einmündung der Heinrich-von-Ohlendorff-Straße 53° 40′ 37,3″ N, 10° 8′ 36,2″ O | Grenzstein aus grobbehauenem Granit, gehörte zu der Grenze Amt Trittau/Amt Tremsbüttel, an der Ostseite befindet sich ein Hufeisen | 13. Februar 1962   |                    | Bergstedt            | |
| 538          | Bergstedter Chaussee nördlich Saselbek 53° 39′ 40,6″ N, 10° 6′ 57,3″ O | vorgeschichtliche Grabhügel „Wöhlberge“, Fundplätze 5–13, 52–54 (vorher 42–44) in Bergstedt | 27. Juli 1973      |                    | Bergstedt            | |
| 539          | Insel im Teich des Rodenbeker Quellentals | vorgeschichtlicher Turmhügel, Fundplatz 41 in Bergstedt 89 | 27. Juli 1973      |                    | Bergstedt            | |
| 558          | Bergstedter Markt 3 53° 40′ 11,7″ N, 10° 7′ 24,4″ O | Bauernhaus „Krämer’scher Hof“, seit dem 15. Mai 1991 zudem als Bestandteil der Gesamtanlage „Ortskern Bergstedt“ unter Denkmallisten-Nummer 967 geschützt | 11. Februar 1976   |                    | Bergstedt            | |
| 694          | Volksdorfer Damm 271 und Neubau Bergstedter Markt 2 a und b 53° 40′ 17″ N, 10° 7′ 31,9″ O | Gebäude Volksdorfer Damm 271 einschließlich der dazugehörigen Flurstücke 2591 und 2592 (ehemals Flurstück 887) als Teil der Gesamtanlage „Ortskern Bergstedt“ wurde mit den übrigen Bestandteilen der Gesamtanlage zusammengefasst unter der Denkmallisten-Nummer 967 | 29. November 1983  |                    | Bergstedt            | |
| 911          | Hohenbergstedt 21 (vorher Am Beerbusch 31) 53° 40′ 37″ N, 10° 6′ 46″ O | „Landhaus Mahr“, reetgedecktes Klinkerhaus von 1911 bis 1912 nach Plänen des Architektenbüros Distel & Grubitz | 18. Oktober 1989   |                    | Bergstedt            | |
| 957          | Bergstedter Chaussee 203 53° 40′ 29,7″ N, 10° 8′ 6,1″ O | ehemaliges Armenhaus, errichtet 1882 | 22. Januar 1991    |                    | Bergstedt            | |
| 967          | Bergstedter Ortskern. Genaue Straßenbeschreibung siehe in Feld Kennzeichen. Bergstedter Chaussee teilweise, Volksdorfer Damm teilweise, Bergstedter Kirchenstraße teilweise, Wohldorfer Damm teilweise, Rodenbeker Straße teilweise, Bergstedter Markt, Furtstieg teilweise, Alte Schmiede, Woold, Bredeneschredder teilweise 53° 40′ 15″ N, 10° 7′ 25″ O | Gesamtanlage in den Grenzen, wie sie mit dem Bebauungsplan Bergstedt 13 vom 30. April 1991, veröffentlicht im Gesetz- und Verordnungsblatt am 14. Mai 1991, festgelegt sind, mit allen bebauten und unbebauten Flurstücken und Flurstücksteilen sowie mit allen Baulichkeiten, dem Straßennetz und den Denkmälern (Friedenseiche von 1871 mit Gedenkstein für die Befreiungskriege auf dem Bergstedter Markt, Schleswig-Holstein-Gedenkstein Ecke Wohldorfer Damm/Volksdorfer Damm, Kriegerdenkmal 1914–1918 auf dem Kirchhof, historische Grabdenkmäler auf dem Kirchhof, Linde zum Gedenken an Kaiser Friedrich III. auf der „Woold“) Das maßgebliche Stück des Bebauungsplanes und die ihm beigegebene Begründung sind beim Staatsarchiv zur kostenfreien Einsicht für jedermann niedergelegt. Die frühere Eintragung des Gebäudes Volksdorfer Damm 271 einschließlich der dazugehörigen Flurstücke 2591 und 2592 (ehemals Flurstück 887) als Teil der Gesamtanlage „Dorfkern Bergstedt“ vom 29. November 1983 unter der Denkmallisten-Nummer 694 A wird aus Gründen der Übersichtlichkeit mit der jetzigen Eintragung der Gesamtanlage „Bergstedter Ortskern“ unter der Denkmallisten-Nummer 967 zusammengefasst. Die Eintragung der evangelisch-lutherischen Kirche in Hamburg-Bergstedt vom 17. Juni 1940 unter der Denkmallisten-Nummer 192 als eigenständiges Kulturdenkmal bleibt von der zusätzlichen Eintragung als Bestandteil der Gesamtanlage „Ortskern Bergstedt“ unberührt. Das Gleiche gilt für die Eintragung des Bauernhauses Bergstedter Markt 3 vom 11. Februar 1976 unter der Denkmallisten-Nummer 558. | 15. Mai 1991       |                    | Bergstedt            | |
| 1156         | Volksdorfer Damm 261, Friedhof Bergstedt 53° 40′ 10″ N, 10° 7′ 37″ O | Gesamtanlage auf dem Friedhof Bergstedt, bestehend aus der Grabstätte Henneberg von 1899, der Grabstätte Beisser mit dem Mausoleum von 1926, der Grabstätte Schiefler von 1935 und der Grabstätte des Diakonissen-Mutterhauses. Die Kartierung mit den Grenzen der Gesamtanlage ist in der Denkmalliste hinterlegt. Die genannten Grabstätten befinden sich im westlichen Teil des Friedhofs | 26. November 1997  |                    | Bergstedt            | Grabstätte Henneberg · Mausoleum Beisser · Grabstätte Schiefler · Grabstätte des Diakonissen-Mutterhauses |
| 1163         | Kortenland 11 | stein- und bronzezeitlicher Grabhügel, Fundplatz 1 in Bergstedt – Von öffentlichem Grund nicht erkennbar | 16. Februar 1998   |                    | Bergstedt            | |
| 1518         | Alte Mühle 31, 32, 33, 34 53° 40′ 12″ N, 10° 6′ 30″ O | Ensemble, bestehend aus dem Mühlenteich mit den umgebenden Flurstücken, der Mühle, dem Wehr, Gebäude/Nebengebäude nebst zugehörigen Grundstücksflächen, der Straße und der historischen Treppenanlage nordöstlich von Nummer 32, wie in der Denkmalliste kartiert | 27. Dezember 2005  |                    | Bergstedt/Sasel      | |
| 743          | Bramfelder Dorfplatz 1, 3 53° 36′ 51,9″ N, 10° 4′ 36,1″ O | Schulhaus, erbaut 1888/89 und ehemaliges Verwaltungsgebäude, erbaut 1911/12 | 11. Dezember 1984  |                    | Bramfeld             | |
| 1377         | Bramfelder Chaussee 261, 263, 265 53° 36′ 54,4″ N, 10° 4′ 32,2″ O | Ensemble, bestehend aus dem ehemaligen Bauernhaus (Nr. 265) mit ehemaligem Altenteilerhaus (Nr. 261, 263) samt den gebliebenen Kopflinden, dem verbliebenen Einfahrtstor und dem Rest der Hofpflasterung als Teil des historischen Bramfelder Ortskerns | 28. Mai 2003       |                    | Bramfeld             | |
| 1414         | Bramfelder Chaussee 259 53° 36′ 53,3″ N, 10° 4′ 32,6″ O | 1894 erbautes eingeschossiges Wohnhaus, Putzbau mit neorenaissancistischem Fassadendekor | 26. Januar 2004    |                    | Bramfeld             | |
| 864          | Duvenstedter Damm 6 (vorher 3) 53° 42′ 23,5″ N, 10° 7′ 2,7″ O | reetgedecktes Fachwerkgebäude (Altbau), um 1800 als bäuerliches Wohnwirtschaftsgebäude errichtet, seit 1929 als Gastwirtschaft („Alster-Au“) genutzt | 9. März 1988       |                    | Duvenstedt           | |
| 1086         | Specksaalredder 2 53° 42′ 22,8″ N, 10° 6′ 58,7″ O | Gesamtanlage, bestehend aus dem eingeschossigen, verputzten Backsteinhaus mit Zwerchhaus von 1900, der Einfriedungsmauer und der in die Mauer eingelassenen Treppe zum Haupthaus Die Kartierung mit den Grenzen der Gesamtanlage ist in der Denkmalliste hinterlegt. | 28. Mai 1996       |                    | Duvenstedt           | |
| 1782         | Trilluper Weg 3, 5 53° 42′ 25″ N, 10° 6′ 36,7″ O | 1848 entstandene ehemalige Schule von Duvenstedt | 8. September 2009  |                    | Duvenstedt           | |
| 123          | Richardstraße 77 | das Denkmal Adolf IV von Schauenburg vor dem Maria-Magdalen-Kloster (1821 auf dem Adolphsplatz, Altstadt errichtet, später am Glockengießerwall. Nach Kriegsschäden abgebaut) | 16.12.1937         | 04.09.1961         | Eilbek               | |
| 494          | Wandsbeker Chaussee 192 53° 34′ 5,2″ N, 10° 3′ 11,7″ O | Osterkirche, (ehemalige Friedhofskapelle) auf dem früheren St. Jacobi-Friedhof, Wandsbeker Chaussee. Erbaut 1863 von Wood nach den Plänen von Alexis de Chateauneuf | 4. September 1961  |                    | Eilbek               | |
| 902          | Hasselbrookstraße 172 53° 33′ 54″ N, 10° 3′ 22,8″ O | ehemaliges Empfangsgebäude der S-Bahnhaltestelle Hasselbrook von 1906 nach Plänen des Architekten Eugen Goebel | 27. Juni 1989      |                    | Eilbek               | |
| 1012         | Papenstraße 120, 122 53° 33′ 53″ N, 10° 2′ 55,4″ O | Gesamtanlage, bestehend aus dem unbeweglichen Baudenkmal, dem dreigeschossigen L-förmigen Fabrikationsgebäude von 1890 mit angebautem Maschinen- und Werkstattgebäude, sowie der gepflasterten Hoffläche und Zufahrt Die Kartierung mit den Grenzen der Gesamtanlage und des Baudenkmals ist in der Denkmalliste hinterlegt. | 17. März 1993      |                    | Eilbek               | |
| 1769         | Ritterstraße 44, Hasselbrookstraße 61 53° 33′ 51,3″ N, 10° 2′ 42,5″ O | ehemalige Schule Ritterstraße, jetzt Schule Hasselbrook, Schulgebäude, errichtet von 1905 bis 1907 nach Plänen von Albert Erbe | 4. August 2009     |                    | Eilbek               | |
| 1842         | Schellingstraße 43 53° 34′ 12,4″ N, 10° 3′ 3,1″ O | Luftschutzhaus mit kriegsbedingten Beschädigungen | 24. November 2010  |                    | Eilbek               | |
| 545          | Swartenhorst 58 53° 36′ 53,9″ N, 10° 6′ 22,5″ O | vorgeschichtlicher Grabhügel, Fundplatz 10 in Farmsen | 27. Juli 1973      |                    | Farmsen-Berne        | |
| 814          | Berner Heerweg 124 53° 36′ 4,6″ N, 10° 7′ 8,1″ O | ehemalige Ortsdienststelle Farmsen (Vordergebäude) von 1928 | 18. November 1986  |                    | Farmsen-Berne        | |
| 990          | Berner Heerweg ohne Nummer, nördlich Berner Heerweg 183 53° 36′ 29,6″ N, 10° 7′ 10,4″ O | 1926 bis 1928 nach Plänen von Karl Schneider im Stil des Neuen Bauens errichtete Halle der ehemaligen Gemeindeschule Farmsen | 27. April 1992     |                    | Farmsen-Berne        | |
| 1207         | Berner Allee 29 b–e, 31, 31 a, Berner Gutsweg, Berner Heerweg 369, Zum Gutspark, Plattenfoort 53° 37′ 41,1″ N, 10° 8′ 2″ O | Ensemble Gut Berne, bestehend aus dem Gutshaus Berner Allee 31 a, dem ehemaligen Verwalterwohnhaus Berner Allee 31, dem ehemaligen Pförtnerhaus Berner Heerweg 369 und dem Gutspark | 11. Januar 1999    |                    | Farmsen-Berne        | |
| 1210         | Bramfelder Weg 23 53° 36′ 27,8″ N, 10° 6′ 42,1″ O | Erlöserkirche, 1957/60 erbaut | 1. Februar 1999    |                    | Farmsen-Berne        | |
| 1405         | Tegelweg, Bramfelder Weg, Am Luisenhof, August-Krogmann-Straße, Meilerstraße, Surenland, Swebenbrunnen, Swebenhöhe, Ortsteinweg, Feldschmiede, Mahlhaus, Swebengrund 53° 36′ 34″ N, 10° 6′ 44″ O | Ensemble „Gartenstadt Farmsen“, erster nördlicher Bauabschnitt, 1953 bis 1954 nach Entwürfen von Otto Gühlk und Hans Bernhard Reichow als Großwohnsiedlung entstanden Die Kartierung des Ensembles ist in der Denkmalliste hinterlegt. | 18. November 2003  |                    | Farmsen-Berne        | |
| 1659         | Kupferdamm 26 53° 35′ 41,1″ N, 10° 7′ 7,9″ O | „Villa Bull“, 1900 nach Entwürfen des Baumeisters Schubach erbautes Wohnhaus | 6. Mai 2008        |                    | Farmsen-Berne        | |
| 1689         | Berner Heerweg 162 53° 36′ 18,1″ N, 10° 7′ 13″ O | um 1900 erbautes ehemaliges Gutshaus Farmsen, bis vor kurzem Ortsdienststelle Farmsen | 26. Januar 2009    |                    | Farmsen-Berne        | |
| 1771         | Lienaustraße 32 53° 37′ 45,9″ N, 10° 7′ 33,5″ O | ehemalige Volksschule Berne, jetzt Grundschule Karlshöhe, Zweigstelle Berne, Schulgebäude errichtet von 1929 bis 1930 nach Plänen von Fritz Schumacher | 4. August 2009     |                    | Farmsen-Berne        | |
| 542          | Poppenbüttler Stieg | vorgeschichtliches Steingrab, Fundplatz 8 in Hummelsbüttel | 27. Juli 1973      |                    | Hummelsbüttel        | |
| 785          | Grützmühlenweg 13 53° 38′ 41,5″ N, 10° 2′ 37,8″ O | Backsteinfachwerkkate mit reetgedecktem Krüppelwalmdach, Bauzeit vermutlich mittleres 19. Jahrhundert | 11. Februar 1986   |                    | Hummelsbüttel        | |
| 1602         | Josthöhe 63, 66 | 1966 und 1964 nach Plänen des Architekten Helmut Landsmann erbaute Flachdachbungalows als Teile des Ensembles „Parkstadt Hummelsbüttel“: Distelkoppel 2, 2 a-8, Josthöhe 44-124 und 51–85 Hinweis: Unter dieser Nummer wurden die Ensemble-Teile Josthöhe 68 am 9. Apr. 2008, Josthöhe 57 am 4. Nov. 2008, Josthöhe 75 am 30. Juni 2009, Josthöhe 67 am 23. Nov. 2010, Josthöhe 53 am 5. Nov. 2012, Josthöhe 85 am 6. Jan. 2011, Josthöhe 53 am 5. Nov. 2012 ebenfalls in die Denkmalliste eingetragen. | 4. Juli 2007       |                    | Hummelsbüttel        | |
| 1602         | Josthöhe 68 53° 38′ 17,3″ N, 10° 2′ 42,8″ O | 1964 nach Plänen der Architekten Helmut und Traute Bunje erbauter Flachdachbungalow als Teil des Ensembles „Parkstadt Hummelsbüttel“: Distelkoppel 2, 2 a-8, Josthöhe 44-124, 51–85 Hinweis: Unter dieser Nummer wurden die Ensemble-Teile Josthöhe 63 und 66 bereits am 4. Juli 2007, Josthöhe 57 am 4. Nov. 2008, Josthöhe 75 am 30. Juni 2009, Josthöhe 67 am 23. Nov. 2010, Josthöhe 85 am 6. Jan. 2011, Josthöhe 53 am 5. Nov. 2012 ebenfalls in die Denkmalliste eingetragen. | 9. April 2008      |                    | Hummelsbüttel        | |
| 1602         | Josthöhe 57 53° 38′ 15,1″ N, 10° 2′ 46,6″ O | 1968 nach Plänen des Architekten Helmut Landsmann erbauter Flachdachbungalow als Teil des Ensembles „Parkstadt Hummelsbüttel“, Distelkoppel 2, 2 a-8, Josthöhe 44124, Josthöhe 51-58 Hinweis: Unter dieser Nummer wurden die Ensemble-Teile Josthöhe 63, 66 am 4. Juli 2007, Josthöhe 68 am 9. Apr. 2008, Josthöhe 75 am 30. Juni 2009, Josthöhe 67 am 23. Nov. 2010, Josthöhe 85 am 6. Jan. 2011, ebenfalls in die Denkmalliste eingetragen. | 4. November 2008   |                    | Hummelsbüttel        | |
| 1602         | Josthöhe 75 | etwa 1966 errichteter Flachdachbungalow als Teil des Ensembles „Parkstadt Hummelsbüttel“, Distelkoppel 2, 2 a-8, Josthöhe 44-124, Josthöhe 51-85. Hinweis: Unter dieser Nummer wurden die Ensemble-Teile Josthöhe 63, 66 am 4. Juli 2007, Josthöhe 68 am 9. Apr. 2008, Josthöhe 57 am 4. Nov. 2008, Josthöhe 67 am 23. Nov. 2010, Josthöhe 85 am 6. Jan. 2011, Josthöhe 53 am 5. Nov. 2012 ebenfalls in die Denkmalliste eingetragen. | 30. Juni 2009      |                    | Hummelsbüttel        | |
| 1602         | Josthöhe 67 | Einfamilienbugalow von etwa 1966 als Bestandteil des Ensembles Parkstadt Hummelsbüttel: Distelkoppel 2, 2a-8, Josthöhe 44-124 und 51–85 Hinweis: Unter dieser Nummer wurden die Ensemble-Teile Josthöhe 63, 66 am 4. Juli 2007, Josthöhe 68 am 9. Apr. 2008, Josthöhe 57 am 4. Nov. 2008, Josthöhe 75 am 30. Mai 2009, Josthöhe 85 am 6. Jan. 2011, Josthöhe 53 am 5. Nov. 2012 ebenfalls in die Denkmalliste eingetragen. | 23. November 2010  |                    | Hummelsbüttel        | |
| 1602         | Josthöhe 85 | 1966 errichteter Einfamilien-Flachdachbungalow als Gartenhofhaus als Teil des Ensembles Parkstadt Hummelsbüttel: Distelkoppel 2, 2 a, Josthöhe 44-124 und 51– 85. Hinweis: Unter dieser Nummer wurden die Ensemble-Teile Josthöhe 63, 66 am 4. Juli 2007, Josthöhe 68 am 9. Apr. 2008, Josthöhe 57 am 4. Nov. 2008, Josthöhe 75 am 30. Juni 2009, Josthöhe 67 am 23. Nov. 2010, Josthöhe 53 am 5. Nov. 2012 ebenfalls in die Denkmalliste eingetragen. | 6. Januar 2011     |                    | Hummelsbüttel        | |
| 1602         | Josthöhe 53 | Flachdachbungalow von ca. 1966 als Bestandteil des Ensembles Parkstadt Hummelsbüttel, Distelkoppel 2, 2a-8, Josthöhe 44-124, Josthöhe 51-85. Hinweis: Unter dieser Nummer wurden die Ensemble-Teile Josthöhe 63, 66 am 4. Juli 2007, Josthöhe 68 am 9. Apr. 2008, Josthöhe 57 am 4. Nov. 2008, Josthöhe 75 am 30. Juni 2009, Josthöhe 67 am 23. Nov. 2010, Josthöhe 85 am 6. Jan. 2011 ebenfalls in die Denkmalliste eingetragen. | 5. November 2012   |                    | Hummelsbüttel        | |
| 707          | Bei den Höfen 2 53° 34′ 19″ N, 10° 7′ 56″ O | Altbau der Schule Denksteinweg, erbaut 1929/30, erste Flachbauschule in Norddeutschland | 20. März 1984      |                    | Jenfeld              | |
| 1874         | Wilsonstraße 64, 68 | Ensemble ehemalige Lettow-Vorbeck-Kasernenanlage von etwa 1934, bestehend aus den um den Exerzierplatz angeordneten Unterkunfts- und Wirtschaftsgebäuden samt ihrer Umgebung. Das maßgebliche Stück des Bebauungsplanes Jenfeld 23 und die ihm beigegebene Begründung sind beim Staatsarchiv zur kostenfreien Einsicht für jedermann niedergelegt. | 28. November 2011  |                    | Jenfeld              | |
| 540          | Bilenbarg | vorgeschichtlicher Grabhügel, Fundplatz 4 in Lemsahl-Mellingstedt | 27. Juli 1973      |                    | Lemsahl-Mellingstedt | |
| 561          | Fiersbarg 53° 41′ 29″ N, 10° 4′ 46″ O | vorgeschichtlicher Grabhügel, südlich Fiersbarg, Fundplatz 8 in Lemsahl-Mellingstedt | 25. Oktober 1976   |                    | Lemsahl-Mellingstedt | |
| 562          | Fiersbarg 53° 41′ 36″ N, 10° 4′ 26″ O | vorgeschichtlicher Grabhügel, Fundplatz 1 in Lemsahl-Mellingstedt | 25. Oktober 1976   |                    | Lemsahl-Mellingstedt | |
| 563          | Bilenbarg, Birkenhöhe 53° 41′ 16″ N, 10° 4′ 52″ O 53° 41′ 12″ N, 10° 4′ 55″ O | vorgeschichtliche Grabhügel, Fundplatz 8 und 9 in Lemsahl-Mellingstedt | 25. Oktober 1976   |                    | Lemsahl-Mellingstedt | |
| 565          | Fiersbarg 53° 41′ 32″ N, 10° 4′ 46″ O | vorgeschichtlicher Grabhügel, Fundplatz 2 in Lemsahl-Mellingstedt | 24. Februar 1977   |                    | Lemsahl-Mellingstedt | |
| 981          | An der Alsterschleife 2 53° 40′ 6,5″ N, 10° 5′ 29,6″ O | klassizistisches Traufenhaus mit hart gedecktem Krüppelwalmdach von ca. 1820 (Altbau ohne Anbauten) | 3. Dezember 1991   |                    | Lemsahl-Mellingstedt | |
| 1158         | Tannengrünweg 23, 25, Birkenhöhe 22 53° 41′ 14″ N, 10° 4′ 46″ O | bronzezeitlicher Grabhügel, Fundplatz 6 in Lemsahl-Mellingstedt | 6. Januar 1998     |                    | Lemsahl-Mellingstedt | |
| 1258         | Lemsahler Bargweg 10, Ödenweg 3 53° 40′ 43,8″ N, 10° 6′ 22,4″ O | Ensemble, bestehend aus dem ehemaligen bäuerlichen Wohnwirtschaftsgebäude (Fachwerkbau mit Reetdach) und Gartengrundstück | 14. August 2000    |                    | Lemsahl-Mellingstedt | |
| 304          | Wandsbeker Gehölz 53° 34′ 15,3″ N, 10° 4′ 25,2″ O | Matthias-Claudius-Stein von 1840 im ersten Wandsbeker Gehölz | 12. März 1943      |                    | Marienthal           | |
| 306          | Wandsbeker Gehölz | zwei Plastiken, Römische Krieger und Frauenplastik im ersten Wandsbeker Gehölz | 12. März 1943      | 18. September 1947 | Marienthal           | |
| 307          | Wandsbeker Gehölz | zwei Plastiken, Römischer Krieger und Frauenplastik im vierten Wandsbeker Gehölz Römischer Krieger versetzt zum Museum für Hamburgische Geschichte | 12. März 1943      |                    | Marienthal           | |
| 308          | Bei der Marienanlage | eine Plastik, Gott Bacchus mit dem Knaben auf dem Arm, von 1770 | 12. März 1943      | 18. September 1947 | Marienthal           | |
| 309          | Wandsbeker Gehölz | eine große Vase und zwei Plastik-Gruppen im ersten Wandsbeker Gehölz | 12. März 1943      |                    | Marienthal           | |
| 431          | Hammer Straße (Grünstreifen), Asmusweg 53° 33′ 50,8″ N, 10° 3′ 58,1″ O | Grenzstein, unbehauener großer Findling | 12. Januar 1956    |                    | Marienthal           | |
| 432          | Am Alten Posthaus 1 | die Attika des ehemaligen Wandsbeker Schlosses, 1984 versetzt vom Eichtalpark in die Nebeneingangshalle des Wandsbeker Rathauses | 12. Januar 1956    |                    | Marienthal           | |
| 1055         | Kielmannseggstraße 30, 32, 34, Rauchstraße 63 53° 34′ 18,5″ N, 10° 5′ 34,4″ O | Backsteinkomplex von Siedlungsbauten der 1920er Jahre | 4. April 1995      |                    | Marienthal           | |
| 1319         | Am Husarendenkmal südöstlich Nummer 18 53° 33′ 47,7″ N, 10° 4′ 34,6″ O | 1913 bis 1914 erbaute Reithalle der ehemaligen Kaserne der Husaren in Wandsbek Hinweis: Die Reithalle ist seit dem 5. Dezember 2007 außerdem als Teil des Ensembles der ehemaligen Husarenkaserne unter dieser Nummer in die Denkmalliste eingetragen. | 28. November 2001  |                    | Marienthal           | |
| 1319         | Am Husarendenkmal 18, Husarenhof 9, 9 a–l, Rennbahnstraße 131, 133 53° 33′ 48″ N, 10° 4′ 38″ O | Ensemble der ehemaligen Husarenkaserne, bestehend aus dem etwa 1913 bis 1914 errichteten Stabsgebäude, dem Rest des 1887 bis 1888 errichteten Stallgebäudes sowie der bereits seit dem 28. November 2001 unter dieser Nummer in die Denkmalliste eingetragenen 1913 bis 1914 erbauten Reithalle | 5. Dezember 2007   |                    | Marienthal           | |
| 1441         | Gustav-Adolf-Straße 120 53° 34′ 20,2″ N, 10° 5′ 11,6″ O | Ensemble Güterbahnhof Wandsbek, bestehend aus dem Lagergebäude, dem Gebäude der Expressgutabfertigung und dem Güterschuppen sowie den gepflasterten Flächen westlich des Güterschuppens und der Ladestraße | 21. Juli 2004      |                    | Marienthal           | |
| 1592         | Oktaviostraße 83 53° 33′ 53,3″ N, 10° 5′ 46,8″ O | in den 1920er Jahren erbautes Einfamilienhaus mitsamt Terrasse, den erforderlichen Stützmauern und der Terrassenbegrenzungsmauer | 16. April 2007     |                    | Marienthal           | |
| 1707         | Schloßgarten | unterirdischer Baurest der „Wandesburg“, archäologischer Fundplatz 12 in Marienthal | 31. März 2009      |                    | Marienthal           | |
| 543          | Kreienhoop, Moorblick 53° 40′ 28,4″ N, 10° 4′ 4,9″ O | vorgeschichtlicher Grabhügel, Fundplatz 44 in Poppenbüttel | 27. Juli 1973      |                    | Poppenbüttel         | |
| 544          | Am Bronzehügel (vorher Im Knick) 53° 40′ 19,6″ N, 10° 3′ 55,9″ O | vorgeschichtlicher Grabhügel „Vaterunserberg“, Fundplatz 29 in Poppenbüttel | 27. Juli 1973      |                    | Poppenbüttel         | |
| 744          | Kritenbarg 8 53° 39′ 11,3″ N, 10° 5′ 17,1″ O | Gesamtanlage, bestehend aus dem Plattenhaus einschließlich Nutzgarten mit Hecke und Umzäunung sowie Zuwegung Die Kartierung mit den Grenzen der Gesamtanlage ist in der Denkmalliste hinterlegt. | 11. Dezember 1984  |                    | Poppenbüttel         | |
| 854          | Strutzhang 10 53° 39′ 41,9″ N, 10° 5′ 21″ O | das 1933 nach Plänen des Architekten Albert Hauschild errichtete Landhaus mit späteren Anbauten | 22. Dezember 1987  |                    | Poppenbüttel         | |
| 958          | Marienhof 8 (vorher östlich Nummer 6) 53° 39′ 29″ N, 10° 5′ 15,2″ O | Gesamtanlage, bestehend aus der Burg Henneberg (Nachbau) mitsamt der künstlichen Topographie. Die Kartierung mit den Grenzen der Gesamtanlage ist in der Denkmalliste hinterlegt. | 22. Februar 1991   |                    | Poppenbüttel         | |
| 1063         | Marienhof 6 53° 39′ 26,7″ N, 10° 5′ 13,8″ O | ehemaliges Schleusenmeisterhaus der Poppenbütteler Schleuse, reetgedecktes Fachwerkgebäude, errichtet 1823/24 und dessen Umgebung | 22. August 1995    |                    | Poppenbüttel         | |
| 1143         | Friedrich-Kirsten-Straße, westlich Poppenbüttler Landstraße 53° 38′ 50″ N, 10° 5′ 7″ O | bronzezeitlicher Grabhügel, Fundplatz 32 in Poppenbüttel | 28. August 1997    |                    | Poppenbüttel         | |
| 1191         | Alte Landstraße 260 53° 38′ 45,3″ N, 10° 4′ 31,2″ O | Ensemble, bestehend aus dem zweigeschossigen Wohngebäude in Backsteinbauweise und dem Remisengebäude | 20. August 1998    |                    | Poppenbüttel         | |
| 1663         | Poppenbüttler Landstraße 1, 1 c 53° 38′ 48,3″ N, 10° 5′ 14,3″ O | Restaurant Randel, um 1900 entstandenes Ensemble, bestehend aus dem Haupthaus, den Nebengebäuden, dem Park mit Teichen, Pavillon und Brunnen | 3. Juni 2008       |                    | Poppenbüttel         | |
| 193          | Pfarrstraße 19 53° 35′ 48,2″ N, 10° 9′ 2,4″ O | die evangelisch-lutherische Kirche in Hamburg-Rahlstedt. Mittelalterlicher Granitbau mit Chor des 14. Jahrhunderts. 1636, 1829/30 und 1907/09 vielfach umgebaut | 17. Juni 1940      |                    | Rahlstedt            | |
| 194          | Am Friedhof ohne Nummer 53° 35′ 41,8″ N, 10° 9′ 14,2″ O | das Grab des Dichters Detlev von Liliencron auf dem Rahlstedter Friedhof | 17. Juni 1940      |                    | Rahlstedt            | |
| 299          | Bargteheider Straße 91 53° 36′ 16″ N, 10° 8′ 48,9″ O | dänischer Meilenstein von 1843 | 12. März 1943      |                    | Rahlstedt            | |
| 300          | Meiendorfer Straße 53° 37′ 50,5″ N, 10° 10′ 55,3″ O | dänischer Meilenstein von 1843 | 12. März 1943      |                    | Rahlstedt            | |
| 498          | Ringstraße 217, am Volksdorfer Wald 53° 38′ 16″ N, 10° 10′ 31″ O | Grenzstein; am Südrand des Volksdorfer Waldes auf dem Grenzwall | 13. Februar 1962   |                    | Rahlstedt            | |
| 499          | Meiendorfer Straße, Hamburger Straße (südlich des Grenzgrabens) 53° 38′ 17″ N, 10° 11′ 34″ O | Grenzstein an der heutigen Landesgrenze Hamburg/Schleswig-Holstein, auf der östlichen Straßenseite, aber südlich des Grenzgrabens, grobbehauen, eingemeißelt Amt Trittau und Gut Ahrensburg | 13. Februar 1962   |                    | Rahlstedt            | |
| 763          | Rahlstedter Dorfplatz 10, 12 53° 36′ 14,3″ N, 10° 10′ 20″ O | ehemalige Hofanlage als Gesamtanlage, bestehend aus dem reetgedeckten Hauptgebäude Rahlstedter Dorfplatz 12, dem Altenteilerhaus Rahlstedter Dorfplatz 10, den Knicks, die die alten Grundstücksgrenzen markieren, der Hofmauer mit Zufahrt, der Findlingspflasterung, dem Hausgarten sowie der Lindenreihe vor dem Bauernhaus Rahlstedter Dorfplatz 12 Die Kartierung mit den Grenzen der Gesamtanlage ist in der Denkmalliste hinterlegt. | 28. August 1985    |                    | Rahlstedt            | |
| 764          | Stapelfelder Straße 28, 28 a–d, Klettenstieg 2 a–d 53° 36′ 16,3″ N, 10° 10′ 15,2″ O | Gesamtanlage, bestehend aus dem Wohngebäude mit angebautem Stalltrakt, dem zugehörigen Hausgarten, der Einfriedung zur Stapelfelder Straße und zum Rahlstedter Dorfplatz sowie der gepflasterten Hofeinfahrt Die Kartierung mit den Grenzen der Gesamtanlage ist in der Denkmalliste hinterlegt. | 5. September 1985  |                    | Rahlstedt            | |
| 869          | Saseler Straße 7, 9, Wildgansstraße 12 53° 37′ 20,4″ N, 10° 9′ 50,6″ O | die Hofanlage „Schierhorn“ als Gesamtanlage, insbesondere bestehend aus der reetgedeckten Kate Wildgansstraße 12 von ca. 1800, dem Bauernhaus Saseler Straße 7 von 1880/90, dem „Viehhaus“ von 1906 und dem Altenteilerhaus Saseler Straße 9 von 1909 sowie einem Teil der Garten- und Hofflächen einschließlich Hofpflasterung Die Kartierung mit den Grenzen der Gesamtanlage ist in der Denkmalliste hinterlegt. | 4. Mai 1988        |                    | Rahlstedt            | |
| 983          | Buchwaldstraße 71 53° 35′ 56,1″ N, 10° 10′ 5,2″ O | Einfamilienhaus von 1909 nach Plänen des Architekten August Nissen als Baudenkmal und als Umgebung die südlichen Freiflächen, die das Haus umschließen, mit den vier Kugelakazien und der großen alten Linde und dem Zaun an der Straße, endend 10 Meter hinter der Rückfront des Gebäudes Die Kartierung mit den Grenzen der Umgebung ist in der Denkmalliste hinterlegt. | 10. Dezember 1991  |                    | Rahlstedt            | |
| 1152         | Wehlbrook 14 53° 36′ 5,1″ N, 10° 9′ 55,2″ O | Wohnhaus des Kreisbaurates W. Brake von 1926. Hinweis: Der Garten ist seit dem 24. Januar 2011 unter der gleichen Denkmallisten-Nummer eingetragen und das Wohnhaus als Ensemble geschützt. | 29. Oktober 1997   |                    | Rahlstedt            | |
| 1152         | Wehlbrook 14 | Garten des Kulturdenkmals Wehlbrook 14 samt Heckenstruktur, historischer Gehölzstruktur und architektonischer Ausstattung als Teil des Ensembles Hinweis: Das Wohnhaus wurde bereits am 29. Oktober 1997 unter der gleichen Nummer in die Denkmalliste eingetragen | 24. Januar 2011    |                    | Rahlstedt            | |
| 1173         | Am Pulverhof 20 a 53° 35′ 44,4″ N, 10° 8′ 8,7″ O | Herrenhaus, erbaut wahrscheinlich 1889/90 | 20. April 1998     |                    | Rahlstedt            | |
| 1186         | Rahlstedter Straße 185 53° 36′ 15,5″ N, 10° 9′ 36,1″ O | Grenzstein; Hufeisenstein, vermutlich aus der 2. Hälfte des 18. Jahrhunderts. Stele aus behauenem Granit, zweiseitig beschriftet | 22. Juli 1998      |                    | Rahlstedt            | |
| 1199         | Amtsstraße 79 | Ensemble, bestehend aus der Villa, dem Vorgarten, dem Vorgartenmäuerchen und dem Gartendurchgang | 22. September 1998 |                    | Rahlstedt            | |
| 1354         | Schierhornstieg 2 53° 37′ 23″ N, 10° 10′ 7,6″ O | Ensemble, bestehend aus dem reetgedeckten Bauernhaus und der historischen Hofpflasterung | 16. Oktober 2002   |                    | Rahlstedt            | |
| 1604         | Meiendorfer Straße 98 53° 37′ 22,7″ N, 10° 10′ 1,6″ O | nach Plänen des Architekten Rudolf Rzekonski erbautes Wohn- und Wirtschaftsgebäude des ehemaligen Hofes Kröger, welches ab 1903 einen älteren Vorgängerbau ersetzt | 4. Juli 2007       |                    | Rahlstedt            | |
| 1678         | Oldenfelder Straße 23 53° 36′ 29,5″ N, 10° 9′ 21,3″ O | Ensemble, bestehend aus dem 1912 nach Plänen des Architekten August Nissen als Landhaus errichteten und heute als Pfarrhaus genutzten Wohnhaus sowie der 1960 geweihten Kirche Mariä Himmelfahrt samt Glockenturm, Freifläche und straßenseitiger Einfriedungsmauer in den Grenzen, wie in der Denkmalliste kartiert | 7. Oktober 2008    |                    | Rahlstedt            | |
| 301          | Mellingburgredder 1 a, 3, 3 a, 5 und 7 ff. 53° 40′ 7″ N, 10° 5′ 53″ O | ehemalige „Mellingburg“ in Hamburg-Sasel (auch Mellenburg genannt). Ehemalige altgermanische Volksburg aus vorfränkischer Periode mit frühgeschichtlichem sächsischen Charakter. Das Gebiet umfasst den Sperrwall der Alsterschleife der Mellingburg, der nach dem Gutachten von Herrn Prof. Dr. Reincke Staatsarchiv vom 27. Dezember 1937 und 19. Oktober 1937 von erheblichem geschichtlichen Wert ist | 12. März 1943      |                    | Sasel                | |
| 445          | Mellingburgredder ohne Nummer, Mellingburger Schleuse 53° 40′ 11″ N, 10° 5′ 56″ O | Kammerschleuse mit zwei Torpaaren von 1835/1855 | 15. Januar 1958    |                    | Sasel                | |
| 446          | Mellingburgredder 1 (Altbau) 53° 40′ 12″ N, 10° 5′ 54″ O | ehemaliges Schleusenmeisterhaus, Backsteinfachwerkhaus mit Reetdach von 1717, heute Gaststube „Mellingburger Schleuse“ | 15. Januar 1958    |                    | Sasel                | |
| 708          | Am Pfeilshof 35 53° 38′ 25,9″ N, 10° 6′ 14,9″ O | Herrenhaus, zweigeschossiger Putzbau mit schiefergedecktem Walmdach | 20. März 1984      |                    | Sasel                | |
| 980          | Saselbergweg 29 a, 29 b, 29 c, 29 d (vorher 29) 53° 39′ 43,2″ N, 10° 5′ 38,1″ O | Gesamtanlage „Annenhof“, insbesondere bestehend aus dem Tor zur Straße, der Lindenallee, dem Gebäudekomplex (Wohnhaus, Torhaus mit angebautem rechten Flügel, Torturm mit Treppengiebel und Wappenschild), dem Ehrenhof und der Begrenzungsmauer Die Kartierung mit den Grenzen der Gesamtanlage ist in der Denkmalliste hinterlegt. | 4. November 1991   |                    | Sasel                | |
| 1544         | Volksdorfer Weg 226 53° 38′ 45,3″ N, 10° 7′ 55,3″ O | 1911 nach Plänen des Architekten Albert Bartels erbautes und 1913 erweitertes Jagd- und Gästehaus | 20. Juni 2006      |                    | Sasel                | |
| 1619         | Kunaustraße 4, 4 a–c 53° 39′ 10,8″ N, 10° 6′ 36,8″ O | 1893 erbaute ehemalige Volksschule | 24. September 2007 |                    | Sasel                | |
| 1628         | Mellingburgredder, westlich Mellingburgredder 1 | archäologische Fundplätze 2, 3, 4 in Sasel | 12. November 2007  |                    | Sasel                | |
| 626          | Steilshooper Straße 300 53° 36′ 21,3″ N, 10° 3′ 20,9″ O | gründerzeitliche Villa | 15. Juni 1981      |                    | Steilshoop           | |
| 1704         | César-Klein-Ring 27–33, Gründgensstraße 28 53° 36′ 35,9″ N, 10° 3′ 34,1″ O | Ensemble des Martin-Luther-King Gemeindezentrums, 1972 bis 1974 entstanden nach Plänen des Architektenbüros Patschan, Werner, Winking | 25. Februar 2009   |                    | Steilshoop           | |
| 298          | Ahrensburger Straße 152, 154 53° 34′ 53,9″ N, 10° 6′ 29,9″ O | dänischer Meilenstein von 1843 | 1. März 1943       |                    | Tonndorf             | |
| 609          | Am Grundwasserwerk 26 53° 34′ 43,8″ N, 10° 6′ 27,3″ O | Wasserbehälter-Bau des ehemaligen Grundwasserwerks Tonndorf | 9. Dezember 1980   |                    | Tonndorf             | |
| 129          | Im Alten Dorfe 48 b 53° 39′ 0,8″ N, 10° 10′ 5,6″ O | Grützmühlenwerk mit Göpelantrieb aus der 1962 abgebrochenen Mühle in Hummelsbüttel (Bachstraße 16, später Grützmühlenweg 11), 1966/67 in das nach alten Bauaufnahmen rekonstruierte Mühlengebäude mit Reetdach im Museumsdorf Volksdorf eingebaut, seit dem 12. Januar 1983 auch als Bestandteil der Gesamtanlage „Museumsdorf Volksdorf“ unter der Denkmallisten-Nummer 676 geschützt | 16. Dezember 1937  |                    | Volksdorf            | |
| 415          | Im Alten Dorfe 44 53° 38′ 58,6″ N, 10° 10′ 4,9″ O | Fachwerkhaus mit Reetdach, ehemaliges Instenhaus, seit 1968 Dorfkrug, 1992 teilweise abgebrannt und wiederaufgebaut. Seit dem 12. Januar 1983 auch als Bestandteil der Gesamtanlage „Museumsdorf Volksdorf“ unter der Denkmallisten-Nummer 676 geschützt | 18. Mai 1954       |                    | Volksdorf            | |
| 416          | Im Alten Dorfe 46 53° 38′ 58,5″ N, 10° 10′ 8,1″ O | Fachwerkhaus mit Reetdach (ehemaliger Harderhof), 1967 abgebrannt, wiederaufgebaut in der Form, die es um 1800 hatte. Seit dem 12. Januar 1983 auch als Bestandteil der Gesamtanlage „Museumsdorf Volksdorf“ unter der Denkmallisten-Nummer 676 geschützt | 18. Mai 1954       |                    | Volksdorf            | |
| 417          | Im Alten Dorfe 48 a 53° 38′ 59,6″ N, 10° 10′ 7,8″ O | „Spiekerhus“, Fachwerkhaus mit Reetdach, 1963 und 1965 Umbauten zur Altentagesstätte und zum Ausstellungs- und Versammlungsraum. Seit dem 12. Januar 1983 auch als Bestandteil der Gesamtanlage „Museumsdorf Volksdorf“ unter der Denkmallisten-Nummer 676 geschützt | 18. Mai 1954       |                    | Volksdorf            | |
| 418          | Claus-Ferck-Straße 43 53° 39′ 6,7″ N, 10° 10′ 0,7″ O | „Räucherkate“, Fachwerkhaus mit Reetdach abgebrannt | 18. Mai 1954       | 10. Februar 2010   | Volksdorf            | Rekonstruktion                                                                                            |
| 541          | Heinrich-von-Ohlendorff-Straße, östlich der U-Bahn 53° 40′ 19″ N, 10° 9′ 17″ O | vorgeschichtliche Grabhügel, Fundplatz 53, 54 in Volksdorf – die zwei Hügel auf Hamburger Gebiet sind nicht erkennbar, die Mehrzahl auf Ammersbeker Gebiet sehr deutlich. Siehe Grabhügel in Ammersbek | 27. Juli 1973      |                    | Volksdorf            | |
| 644          | Mellenbergweg 83 53° 38′ 25,4″ N, 10° 10′ 37,4″ O | Landhaus in Klinkerbauweise von 1922 mit Gartenanlage Hinweis: Die Umgebung des Kulturdenkmals wurde am 5. August 1986 unter der gleichen Nummer in die Denkmalliste eingetragen. | 2. Februar 1982    |                    | Volksdorf            | |
| 644          | Mellenbergweg ohne Nummer 53° 38′ 24,5″ N, 10° 10′ 37,5″ O | die Umgebung des Kulturdenkmals Mellenbergweg 83 Hinweis: Das Landhaus mit der Gartenanlage wurde bereits am 2. Februar 1982 unter der gleichen Nummer in die Denkmalliste eingetragen. | 5. August 1986     |                    | Volksdorf            | |
| 676          | Im Alten Dorfe 44, 46, 48 a–e, Eulenkrugpfad 53° 38′ 59″ N, 10° 10′ 6″ O | Gesamtanlage „Museumsdorf Volksdorf“, insbesondere bestehend aus den das Freilichtmuseum bildenden Grundstücksflächen und Gebäuden mit ihrem Zubehör, den dazugehörigen Straßen- und Wegeflächen und den gemeinsam mit ihnen ein Bild darstellenden Sachen und Sachteilen Folgende Eintragungen als eigenständige unbewegliche Denkmäler bleiben zusätzlich unverändert bestehen: Im Alten Dorfe 48 b, Grützmühlenwerk mit Göpelantrieb, Denkmallisten-Nummer 129 vom 16. Dezember 1937, und die drei Fachwerkhäuser mit Reetdach, Im Alten Dorfe 44, 46 und 48 a (Denkmallisten-Nummer 415, 416 und 417 vom 18. Mai 1954). | 12. Januar 1983    |                    | Volksdorf            | |
| 683          | Farmsener Landstraße 60 53° 38′ 18″ N, 10° 9′ 13″ O | „Stresow-Stift“, Stiftsbau der 1920er Jahre | 7. September 1983  |                    | Volksdorf            | |
| 735          | Eulenkrugpfad 2, 4 (früher Im Alten Dorfe 42) 53° 38′ 56,8″ N, 10° 10′ 8,7″ O | das Baudenkmal Eulenkrugpfad 2 (früher Im Alten Dorfe 42), schlichter Backsteinbau von 1877, sowie als Umgebung die darauf befindlichen sonstigen Gebäuden einschließlich Neubauten Eulenkrugpfad 4 | 10. Oktober 1984   |                    | Volksdorf            | |
| 831          | Kattjahren 18–20 53° 39′ 8,3″ N, 10° 9′ 44,5″ O | ehemaliges Landarbeiterwohnhaus (ohne rückwärtigen Anbau) aus der Zeit um 1850/70, Backsteinbau mit reetgedecktem Krüppelwalmdach | 10. März 1987      |                    | Volksdorf            | |
| 941          | Duvenwischen 70 53° 39′ 55,4″ N, 10° 9′ 58,4″ O | das 1910 bis 1911 errichtete Landhaus als unbewegliches Denkmal und die Gesamtanlage, insbesondere bestehend aus dem Landhaus, dem Eingangstor sowie Teilen der Gartenanlage und Teilen des Landschaftsparks mit Teich und Insel Die Kartierung mit den Grenzen der Gesamtanlage ist in der Denkmalliste hinterlegt. | 25. Juni 1990      |                    | Volksdorf            | |
| 1018         | Vörn Barkholt 6, Lerchenberg 53° 39′ 8″ N, 10° 10′ 1″ O | Schulkomplex von 1956/58 einschließlich Freiflächen mit der Gartenanlage und deren baulicher Ausstattung (zum Beispiel Brunnen, Figur „Stehende“ aus dem Jahre 1958 von Maria Pirrwitz) nebst Stützmauern an der West- und Südseite und der Freitreppe, nach Entwürfen des Büros Godber Nissen und Carl-Friedrich Fischer als Staatliche Schule für Ernährung- und Hauswirtschaft gebaut, jetzt von der Gesamtschule Walddörfer genutzt Die Kartierung der Gesamtanlage ist in der Denkmalliste hinterlegt. | 12. Juli 1993      |                    | Volksdorf            | |
| 1071         | Im Berge 36 53° 39′ 19,1″ N, 10° 10′ 52,6″ O | Wohnhaus aus den 1920er Jahren | 18. Dezember 1995  |                    | Volksdorf            | |
| 1078         | Im Berge 38 53° 39′ 19,6″ N, 10° 10′ 52,3″ O | Gesamtanlage, bestehend aus dem Wohngebäude von 1929, dem Vorgarten mit seiner Einfriedigung und dem Knick, dem Garten mit seiner Grundrißgestaltung und seinem Relief, dem Wegenetz, der Bepflanzung und den Bäumen nebst der Pergola und dem Rosenspalier an der Südseite und der Hecke im Norden sowie dem Atelierhaus mit seiner Ausstattung | 25. März 1996      |                    | Volksdorf            | |
| 1138         | Im Allhorn 45, 47, 49, Waldredder (teilweise) 53° 39′ 8″ N, 10° 10′ 28″ O | Walddörfer-Gymnasium, ehemalige Walddörfer-Schule als Gesamtanlage, bestehend aus dem Gebäudekomplex und dem Sportplatz, 1928/31 erbaut nach Plänen von Fritz Schumacher Die Kartierung mit den Grenzen der Gesamtanlage ist in der Denkmalliste hinterlegt. | 2. Juli 1997       |                    | Volksdorf            | |
| 1139         | Lerchenberg 12 a–e, Ahrensburger Weg 2 a, b 53° 39′ 10″ N, 10° 10′ 7,8″ O | Gesamtanlage Mahr’scher Hof, Hofanlage von 1826, bestehend aus dem reetgedeckten Wohn-Wirtschaftsgebäude und der Durchfahrtsscheune Die Kartierung mit den Grenzen der Gesamtanlage ist in der Denkmalliste hinterlegt. | 2. Juli 1997       |                    | Volksdorf            | |
| 1149         | Beerenwinkel 12 53° 38′ 40,7″ N, 10° 9′ 58,6″ O | 1914 erbautes eingeschossiges Gebäude im Stile der ländlichen Architektur südlich der Elbe | 17. Oktober 1997   |                    | Volksdorf            | |
| 1154         | Farmsener Landstraße 100 53° 38′ 27,5″ N, 10° 9′ 27,4″ O | ehemalige Revierförsterei Volksdorf nach Entwürfen von Albert Erbe | 19. November 1997  |                    | Volksdorf            | |
| 1281         | Halenreie 5 53° 39′ 2,8″ N, 10° 9′ 36,9″ O | 1925/26 nach Entwürfen der Architekten Küntzel und Köbcke errichtetes Landhaus | 15. März 2001      |                    | Volksdorf            | |
| 1580         | Schemmannstraße 32 53° 38′ 44,3″ N, 10° 9′ 12″ O | 1930 nach Plänen des Regierungsbaumeisters a. D. Otto Post erbautes Einfamilienhaus | 20. März 2007      |                    | Volksdorf            | |
| 1607         | Langenwiesen 15 53° 39′ 36,9″ N, 10° 10′ 17,2″ O | Ensemble des 1924 bis 1926 entstandenen Domizils der Künstlerfamilie Maetzel, bestehend aus Haus, Nebengebäude, Garten und Memorialanlage | 6. August 2007     |                    | Volksdorf            | |
| 1615         | Rittmeisterkoppel 1 a-18 d 53° 39′ 59″ N, 10° 10′ 19″ O | Ensemble der 1937 auf Grundlage der Entwürfe von Walter Ahrendt entstandenen Wohnanlage, bestehend aus den Wohngebäuden mit Ställen, Gartenflächen, dem Baumbestand an der Zufahrt, der Straße, Vorfeldern und Freiflächen zwischen den Gebäuden, wie in der Denkmalliste kartiert | 17. September 2007 |                    | Volksdorf            | |
| 1652         | Im Alten Dorfe 28 53° 38′ 54,4″ N, 10° 9′ 58″ O | Ensemble, bestehend aus der 1928 nach Plänen der Architekten Erich Elingius und Gottfried Schramm errichteten Ohlendorff’schen Villa samt Auffahrt, Einfriedungen und Park | 12. März 2008      |                    | Volksdorf            | |
| 1713         | Mellenbergweg 51 53° 38′ 35″ N, 10° 10′ 7,5″ O | 1921 nach Plänen des Architekten Hans Wilkening errichtetes Backstein-Wohnhaus | 6. Mai 2009        |                    | Volksdorf            | |
| 1873         | Im Alten Dorfe 61 | 1911 bis 1912 errichtete sogenannte Liebermannvilla | 28. Juni 2011      |                    | Volksdorf            | |
| 1882         | Im Alten Dorfe 44, 46, 48 a–e | archäologische Fundplätze 45, 66, 67 in Hamburg-Volksdorf als Teil des Museumsdorfes Volksdorf | 24. Oktober 2011   |                    | Volksdorf            | |
| 1905         | Schemmannstraße 56 | Ensemble, bestehend aus Teilen der ab 1846 gegründeten ehemaligen Pestalozzi-Stiftung mit dem ab 1906 errichteten Haupthaus, vorgelagertem Waschhaus, Resten der Einfriedung, der Lindenallee als Zufahrt und dem gestalteten Parkbereich mit historischem Baumbestand | 11. Juni 2012      |                    | Volksdorf            | |
| 187          | Eilbeker Weg vor Nummer 199, Ecke Mühlenstraße 53° 34′ 27,8″ N, 10° 3′ 31,4″ O | Heinrich-Rantzau-Grenzstein, ca. 90 cm hoher unbehauener Findling im Vorgarten eines Gebäudes ca. 2 m vom Bürgersteig, gehörte zu der Grenze Hamburg: Hospital zum Heiligen Geist, Barmbek/Wandsbek, Inschrift Ostseite: 1573=Jahr der Setzung, W=Wandsbek, HINRICH RANZO(W), Inschrift Westseite: 10=laufende Nummer, Kreuz im Kreis=Zeichen des Hospitals zum Heiligen Geist, B=Barmbek | 17. Juni 1940      |                    | Wandsbek             | |
| 188          | Robert-Schuman-Brücke ohne Nummer | die Gräbergruppe von Matthias Claudius auf dem Kirchhof der Christuskirche | 17. Juni 1940      |                    | Wandsbek             | |
| 189          | Robert-Schuman-Brücke ohne Nummer | das Grab des Generals von Moltke, Vater des Generalfeldmarschalls von Moltke, auf dem Kirchhof der Christuskirche in Hamburg-Wandsbek Hinweis: 1972 Gedenkplatte für Helmuth James Graf von Moltke – 1945 in Berlin als Widerstandskämpfer hingerichtet – auf dem Grab niedergelegt. | 17. Juni 1940      |                    | Wandsbek             | |
| 190          | Robert-Schuman-Brücke ohne Nummer 53° 34′ 23,7″ N, 10° 4′ 19,4″ O | Das Mausoleum des Grafen Schimmelmann auf dem Kirchhof der Christuskirche in Hamburg-Wandsbek. Erbaut 1790 von Carl Gottlob Horn nach dem Vorentwurf des Italieners Giovanni Antonio Antolini. Stuckarbeiten vermutlich von Francesco Antonio Tadey | 17. Juni 1940      |                    | Wandsbek             | |
| 303          | Schloßstraße 53° 34′ 17,6″ N, 10° 3′ 58,8″ O | zwei Löwenplastiken in Hamburg-Wandsbek | 12. März 1943      |                    | Wandsbek             | |
| 305          | Goethestraße 1 D heute: Am alten Posthaus | Kriegerplastik von 1770 im Hintergarten Goethestraße 1 D, Wandsbek-Marktplatz | 12. März 1943      |                    | Wandsbek             | |
| 397          | Robert-Schuman-Brücke ohne Nummer | Silberrelief der Grablegung von 1625 in der Christuskirche in Wandsbek Hinweis: Die Christuskirche wurde am 9. Februar 1994 unter der Nummer 1032 in die Denkmalliste eingetragen. | 19. Dezember 1952  |                    | Wandsbek             | |
| 405          | Kattunbleiche 1, Wandsbeker Marktstraße | Moltke-Haus | 1. April 1953      | 9. Juli 1955       | Wandsbek             | |
| 428          | Ahrensburger Straße, Ecke Luetkensallee 53° 34′ 42,3″ N, 10° 5′ 38,4″ O | Grenzstein (nicht mehr vorhanden) | 12. Januar 1956    |                    | Wandsbek             | |
| 429          | Ahrensburger Straße nördlich von Nr. 57 53° 34′ 44,3″ N, 10° 5′ 44,8″ O | zwei Grenzsteine | 12. Januar 1956    |                    | Wandsbek             | |
| 430          | Friedrich-Ebert-Damm, Walddörferstraße, Grünfläche bei der Straßenzusammenführung 53° 35′ 29,7″ N, 10° 6′ 30,9″ O | Grenzstein für Hamburg: Farmsen/Adliges Gut Wandsbek: Tonndorf, feinbehauerner Stein, pyramidenförmig und oben dachförmig, Schriftbild auf der Südseite = C/A 0 1796 | 12. Januar 1956    |                    | Wandsbek             | |
| 441          | Kattunbleiche 19 53° 34′ 30,6″ N, 10° 4′ 8,1″ O | Archiv des ehemaligen „Jüdischen Religionsverbandes Hamburg“ in Hamburg, Staatsarchiv der Freien und Hansestadt Hamburg Hinweis: Im Jahre 1961 wurde eine Teilausfuhr des Archives genehmigt. Die Urschriften des Archives werden nun teils in Hamburg teils in Israel verwahrt. | 15. Oktober 1956   |                    | Wandsbek             | |
| 463          | Königsreihe 53° 34′ 30″ N, 10° 4′ 3″ O | Jüdischer Friedhof | 17. März 1960      |                    | Wandsbek             | |
| 509          | Ölmühlenweg 33, Ölmühlenweg ohne Nummer (früher Ölmühlenstieg 3 und 6) 53° 34′ 57,4″ N, 10° 6′ 1,9″ O | ehemaliges Herrenhaus und ehemalige Ölmühle Hinweis: Die unmittelbare Umgebung wurde am 28. Juli 1987 unter der gleichen Nummer in die Denkmalliste eingetragen. | 13. August 1970    |                    | Wandsbek             | |
| 509          | Ölmühlenweg 33, 33 a, 33 b | die unmittelbare Umgebung der Kulturdenkmäler ehemaliges Herrenhaus, Ölmühlenweg 33, und ehemalige Ölmühle, Ölmühlenweg ohne Nummer, bestehend aus den Freiflächen mit den darauf befindlichen beiden Neubauten (Verbindungsbau mit sechs Jugendstil-Terrakotten des ehemaligen Gertighauses und Wandseflügel), Ölmühlenweg 33 a und 33 b, den drei historischen Mühlsteinen und der alten Laterne Diese Eintragung wurde auf die Denkmallisten-Nummer 509 übertragen, unter der die Eintragung der Kulturdenkmäler ehemaliges Herrenhaus und ehemalige Ölmühle am 13. August 1970 registriert wurde. | 28. Juli 1987      |                    | Wandsbek             | |
| 690          | Pillauer Straße 15, 17, 19 53° 35′ 33,2″ N, 10° 4′ 40,1″ O | Bestandteil der Gesamtanlage Pillauer Straße 3–19, Anlage des Siedlungsbaus der 1920er Jahre | 3. Oktober 1983    |                    | Wandsbek             | |
| 812          | Hinschenfelder Straße 1, 3, Lesserstraße 26–52, Friedrich-Ebert-Damm 28 53° 34′ 59″ N, 10° 4′ 33″ O | Gesamtanlage, bestehend aus den Siedlungsbauten der 1920er Jahre, den Vorgärten mit den Mauern samt Geländer sowie den sonstigen Freiflächen, Anlage des Siedlungsbaus der 1920er Jahre Die Kartierung mit den Grenzen der Gesamtanlage ist in der Denkmalliste hinterlegt. | 22. Oktober 1986   |                    | Wandsbek             | |
| 1032         | Robert-Schuman-Brücke ohne Nummer 53° 34′ 21,6″ N, 10° 4′ 16,4″ O | Christuskirche als Gesamtanlage, erbaut in den Jahren 1953/55 und 1963/65 nach Entwürfen des Architektenbüros Hopp & Jäger, insbesondere bestehend aus dem Kirchengebäude einschließlich der Taufkapelle, dem Turm und dem Zwischentrakt sowie der ortsfesten und beweglichen Ausstattung (Betonglasfenster und Mosaik von Hans Gottfried von Stockhausen, Altäre, Taufbecken, Kanzel, Orgeln, Emporen, Bänke, Lampen etc.). Das Bauwerk des Kirchengebäudes hat Reste (Strebepfeiler und Sockel) des 1943 teilzerstörten Vorgängerbaues von 1900/01 übernommen Hinweis: Das Silberrelief in der Christuskirche wurde bereits am 19. Dezember 1952 unter der Nummer 397 in die Denkmalliste eingetragen. | 9. Februar 1994    |                    | Wandsbek             | |
| 1223         | Eulenkamp 2–14, Lengerckestraße 43, 45 a–e, 47, Walddörferstraße 2–12 53° 34′ 46″ N, 10° 3′ 58″ O | „Friedrich-Ebert-Hof“, Ensemble des Siedlungsbaus der 1920er und 1930er Jahre | 21. Juni 1999      |                    | Wandsbek             | |
| 1225         | Walddörferstraße 195 53° 34′ 51,8″ N, 10° 5′ 25,1″ O | 1909 erbaute „Bauernvilla“, Wohnhaus einer ehemaligen Hofstelle des historischen Dorfes Hinschenfelde | 5. Juli 1999       |                    | Wandsbek             | |
| 1239         | Bovestraße 4 53° 34′ 20,7″ N, 10° 4′ 46″ O | Bovehaus – Wohnhaus von 1861 von dem Kaufmann Christian Bove nach Plänen des Architekten Georg Luis erbaut | 16. November 1999  |                    | Wandsbek             | |
| 1483         | Ahrensburger Straße 14 53° 34′ 41″ N, 10° 5′ 19,7″ O | Ensemble, 1926–1927 entstandenes Eingangsbauwerk Eichtalpark, bestehend aus dem Eingangsbauwerk mit angeschlossener Bedürfnisanstalt und zwei Sphinxen. Sanierung 2019. Soll als Veranstaltungszentrum genutzt werden | 1. September 2005  |                    | Wandsbek             | |
| 1522         | Schädlerstraße 28 53° 34′ 21,5″ N, 10° 4′ 33,2″ O | 1908 erbautes Amtsgerichtsgebäude mit Torbauwerk, als Teil des Ensembles Schädlerstraße 28, Schloßstrasse 113 | 29. Dezember 2005  |                    | Wandsbek             | |
| 1770         | Bovestraße 10, 12 53° 34′ 18″ N, 10° 4′ 49″ O | ehemalige Volksschule Chemnitzstraße, jetzt Schule Bovestraße, Schulgebäude mit Einfriedung, errichtet von 1928 bis 1929 nach Plänen des Stadtbauamts Wandsbek | 4. August 2009     |                    | Wandsbek             | |
| 1850         | Von-Hein-Straße 19 53° 34′ 30,1″ N, 10° 3′ 52,3″ O | 1942 betonfertig hergestelltes Luftschutzhaus | 16. Dezember 2010  |                    | Wandsbek             | |
| 130          | Wellingsbüttler Weg 100 53° 38′ 28,4″ N, 10° 4′ 27,6″ O | das frühgeschichtliche Hünengrab, Knasterberg genannt, mit dem Russengrab in Wellingsbüttel | 16. Dezember 1937  |                    | Wellingsbüttel       | |
| 141          | Wellingsbüttler Weg 71 a, b, 79 g, h 53° 38′ 35,8″ N, 10° 4′ 20,9″ O | das Schloß Wellingsbüttel (ehemaliges Herrenhaus), Wellingsbüttler Weg 71 a, b, sowie das Torhaus, Wellingsbüttler Weg 79 g, h (heute 75 a, b) Hinweis: Die Eintragung des Torhauses, Wellingsbüttler Weg 79 g, h (heute 75 a, b), blieb zunächst weiter bestehen. Am 28. August 1963 wurde auch diese Eintragung gelöscht zugunsten der neuen unter der Nummer 506. | 2. Juni 1939       | 18. Mai 1954       | Wellingsbüttel       | |
| 506          | Wellingsbüttler Weg 71 a, b, 75 a, b 53° 38′ 35,8″ N, 10° 4′ 20,9″ O | ehemaliges Herrenhaus Wellingsbüttel, Wellingsbüttler Weg 71 a, b, sowie das Torhaus, Wellingsbüttler Weg 75 a, b (früher 79 g, h), mit Umgebung, wie in der Denkmalliste kartiert | 28. August 1963    |                    | Wellingsbüttel       | |
| 823          | Wellingsbüttler Weg 188 53° 38′ 41,1″ N, 10° 5′ 9,5″ O | Fachwerkhaus mit Reetdach und Anbau von 1922 | 11. Dezember 1986  |                    | Wellingsbüttel       | |
| 1260         | Rolfinckstraße 6 53° 38′ 26,9″ N, 10° 4′ 52,5″ O | Ensemble, bestehend aus dem Schulgebäude der ehemaligen, 1895 entstandenen Schule Eichenstraße in Wellingsbüttel und der dazugehörigen, 1915 errichteten Turnhalle | 22. September 2000 |                    | Wellingsbüttel       | |
| 1890         | Pfeilshofer Weg 31 | Etwa 1926 bis 1928 errichtetes Wohnhaus | 25. Januar 2012    |                    | Wellingsbüttel       | |
| 1919         | Lockkoppel 23 | 1966 bis 1968 von dem Architekten Peter Paul Schweger errichtetes Wohnhaus zusammen mit der Einfriedung, dem Hof mit Pflasterung und dem Garten | 5. November 2012   |                    | Wellingsbüttel       | |
| 60           | Herrenhausallee 4 53° 42′ 34,7″ N, 10° 8′ 1,1″ O | das Herrenhaus in Wohldorf, zweigeschossiges Fachwerkgebäude mit abgewalmtem Satteldach, erbaut 1712/14 von Hans Georg Günther; Dacherker von 1820 Hinweise: Die Umgebung des Herrenhauses wurde am 17. September 1928 unter der Nummer 63 in die Denkmalliste eingetragen. Der archäologische Fundplatz 9 in Wohldorf, Flurstück 625, wurde am 26. Januar 2009 unter der Nummer 1690 in die Denkmalliste eingetragen. | 17. September 1928 |                    | Wohldorf-Ohlstedt    | |
| 63           | Herrenhausallee, Holländerberg 53° 42′ 35″ N, 10° 7′ 57″ O | die Umgebung des Herrenhauses Wohldorf: Insel, Schloßgraben, Weg zwischen Herrenhausallee und Schloßgraben, Fläche mit Bäckerstall (ehemaliger sogenannter „Herrenstall“ und der dazugehörigen „Herrenhausscheune“, später Bäckereibetrieb, heute „Gasthaus zum Bäcker“, Herrenhausallee 9), wie in der Denkmalliste kartiert. Hinweise: Das Herrenhaus wurde am 17. September 1928 unter der Nummer 60 in die Denkmalliste eingetragen. Der archäologische Fundplatz 9 in Wohldorf, Flurstück 625, wurde am 26. Januar 2009 unter der Nummer 1690 in die Denkmalliste eingetragen. | 17. September 1928 |                    | Wohldorf-Ohlstedt    | |
| 89           | Wohldorf-Ohlstedt | das Mausoleum in Wohldorf-Ohlstedt, belegen auf der Parzelle 184 | 2. Dezember 1930   | 12. März 1943      | Wohldorf-Ohlstedt    | |
| 437          | Herrenhausallee 95 53° 42′ 37,5″ N, 10° 8′ 37,1″ O | „Kupferhof“, landhausartiger zweigeschossiger Fachwerkbau mit Ziegelgefachen. Im Inneren Stuckdecken und Treppe des 18. Jahrhunderts Hinweis: Am 6. Juni 1956 wurden die Gebäude Herrenhausallee 64, 64 a unter der Nummer 438 und Kupferredder 74 unter der Nummer 439 als Umgebung für den „Kupferhof“ in die Denkmalliste eingetragen. | 6. Juni 1956       |                    | Wohldorf-Ohlstedt    | |
| 438          | Herrenhausallee 64, 64 a 53° 42′ 34,3″ N, 10° 8′ 38,1″ O | Fachwerkbau des 18. Jahrhunderts mit Glockentürmchen, ehemalige Kupfermühle, als Umgebung des „Kupferhofes“, Herrenhausallee 95 Hinweis: Am 6. Juni 1956 wurden die Gebäude „Kupferhof“, Herrenhausallee 95, unter der Nummer 437 und Kupferredder 74 als Umgebung für den „Kupferhof“ unter der Nummer 439 in die Denkmalliste eingetragen. | 11. Juni 1956      |                    | Wohldorf-Ohlstedt    | |
| 439          | Kupferredder 74 53° 42′ 34,2″ N, 10° 8′ 43,1″ O | schlichte Fachwerkkate des 18. Jahrhunderts als Umgebung des „Kupferhofes“, Herrenhausallee 95 Hinweis: Am 6. Juni 1956 wurden die Gebäude „Kupferhof“, Herrenhausallee 95, unter der Nummer 437 und Herrenhausallee 64, 64a als Umgebung für den „Kupferhof“ unter der Nummer 438 in die Denkmalliste eingetragen. | 6. Juni 1956       |                    | Wohldorf-Ohlstedt    | |
| 608          | Schleusenredder 2 53° 42′ 16,4″ N, 10° 7′ 8″ O | ehemaliges Schleusenmeisterhaus, erbaut ca. Mitte des 19. Jahrhunderts, 1923 nach Brand wiederhergestellt, später Gasthaus „Wohldorfer Schleuse“ | 3. November 1980   |                    | Wohldorf-Ohlstedt    | |
| 675          | Duvenstedter Triftweg 4 53° 42′ 24,4″ N, 10° 7′ 9,5″ O | Gesamtanlage, bestehend aus dem Gebäude mit der dazugehörigen Gartenanlage | 12. Januar 1983    |                    | Wohldorf-Ohlstedt    | |
| 833          | Bredenbekstraße 29 53° 41′ 28,4″ N, 10° 7′ 51,6″ O | anspruchsvolle Villa des Architekten Karl Schneider im Stil des Neuen Bauens aus dem Jahre 1928 | 6. April 1987      |                    | Wohldorf-Ohlstedt    | |
| 930          | Torfhuder Stieg 2 a 53° 42′ 23,1″ N, 10° 7′ 15,1″ O | sogenanntes „Norwegerhaus“, 1944 in Blockbauweise errichtet, Beispiel des Wohnungsbaus aus der Zeit der Nationalsozialisten | 12. März 1990      |                    | Wohldorf-Ohlstedt    | |
| 935          | Duvenstedter Triftweg 14, 16 53° 42′ 24,4″ N, 10° 7′ 14,8″ O | sogenanntes „Norwegerhaus“, 1944 in Blockbauweise errichtet, Beispiel des Wohnungsbaus aus der Zeit der Nationalsozialisten | 10. April 1990     |                    | Wohldorf-Ohlstedt    | |
| 953          | Duvenstedter Triftweg 30 53° 42′ 27,3″ N, 10° 7′ 24,4″ O | 1913/14 von dem Architektenteam Jacob und Ameis errichtetes Einfamilienhaus mit seiner festen Ausstattung, dem gemauerten Torbogen zum Garten und der von gemauerten Pergola-Pfeilern eingefassten Terrasse | 4. Januar 1991     |                    | Wohldorf-Ohlstedt    | |
| 1170         | Mühlenredder 35 53° 42′ 34,2″ N, 10° 7′ 47,3″ O | nach 1860 entstandene Mühle aus Backstein mit späterem Fachwerkanbau an seit 1471 nachweisbar von Mühlenvorgängerbauten genutztem Ort | 15. April 1998     |                    | Wohldorf-Ohlstedt    | |
| 1329         | Herrenhausallee 93 53° 42′ 37,7″ N, 10° 8′ 35,5″ O | in der ersten Hälfte des 19. Jahrhunderts errichtetes eingeschossiges Fachwerkhaus, Nebengebäude des „Kupferhofes“ | 15. Januar 2002    |                    | Wohldorf-Ohlstedt    | |
| 1365         | Herrenhausallee 56 53° 42′ 37,4″ N, 10° 8′ 33,5″ O | „Langer Jammer“, im ausgehenden 19. Jahrhundert errichtetes Gebäude mit Arbeiterwohnungen | 3. Februar 2003    |                    | Wohldorf-Ohlstedt    | |
| 1417         | Alsterblick 10 53° 41′ 59,7″ N, 10° 7′ 25,4″ O | Ensemble, bestehend aus dem 1923 erbauten Wohnhaus, dem Wirtschaftsgebäude und dem verbliebenen Gartenareal mit der Lindenallee der Zufahrt Die Kartierung des Ensembles ist in der Denkmalliste hinterlegt. | 22. März 2004      |                    | Wohldorf-Ohlstedt    | |
| 1433         | Diestelstraße 16 53° 41′ 37,7″ N, 10° 7′ 33,5″ O | 1924 durch Umbau eines kleineren Hauses nach Entwürfen des Architekten Hermann Schöne erbautes eingeschossiges Wohnhaus | 16. Juni 2004      |                    | Wohldorf-Ohlstedt    | |
| 1556         | Haselknick 22 53° 41′ 35″ N, 10° 7′ 24,7″ O | Ensemble, bestehend aus dem 1925 nach Plänen der Architekten Erich Elingius und Gottfried Schramm errichteten Wohnhaus, dem Eisentor mit gemauerten Pfosten und dem 1912 bis 1913 nach Plänen der Architekten Jacob und Ameis errichteten Gartenpavillon | 13. Dezember 2006  |                    | Wohldorf-Ohlstedt    | |
| 1603         | Alte Dorfstraße 19 53° 41′ 45,9″ N, 10° 8′ 27,5″ O | 1834 errichtetes Wohnhaus | 4. Juli 2007       |                    | Wohldorf-Ohlstedt    | |
| 1690         | Herrenhausallee 4, Holländerberg | archäologischer Fundplatz 9 in Wohldorf Hinweis: Die Eintragungen in der Denkmalliste vom 17. September 1928 des Herrenhauses unter der Nummer 60 sowie seiner Umgebung unter der Nummer 63 bleiben weiterhin bestehen. | 26. Januar 2009    |                    | Wohldorf-Ohlstedt    | |
| (29702) 1853 | Alsterblick 8 | Wohnhaus von etwa 1954–1955 mit Nebengebäude (Garage/Schuppen) einschließlich Garten und Einfriedung | 6. Januar 2011     |                    | Wohldorf-Ohlstedt    | |